# Майдан (Нижньогородська область)
Майдан (рос. Майдан) — присілок в Кстовському районі Нижньогородської області Російської Федерації.
Населення становить 261 особу. Входить до складу муніципального утворення Чернухинська сільрада.

## Історія
Від 2009 року входить до складу муніципального утворення Чернухинська сільрада.

## Населення
| 2002 | 2010 |
| ---- | ---- |
| 244  | ↗261 |